# 普光寺 (寿阳)
37°46′18″N 112°56′41″E / 37.77167°N 112.94472°E
普光寺位于中国山西省寿阳县西洛镇白道村，2006年被列为第六批全国重点文物保护单位。
普光寺始建年代不详，现存正殿、东西配殿、东西厢房、西院耳房等建筑，坐北朝南，占地1111平方米，其中正殿建于宋代，东西配殿建于明代，余为清代所建。正殿面阔三间（12.92米），进深三间（14.1米），单檐悬山顶（已被后人改为硬山顶），殿内有明清壁画约120平方米。